# (200397) 2000 RR76
(200397) 2000 RR76 es un asteroide perteneciente al cinturón de asteroides descubierto el 4 de septiembre de 2000 por el equipo del Lincoln Near-Earth Asteroid Research desde el Laboratorio Lincoln, Socorro, Nuevo México, Estados Unidos.

## Designación y nombre
Designado provisionalmente como 2000 RR76.

## Características orbitales
2000 RR76 está situado a una distancia media del Sol de 2,370 ua, pudiendo alejarse hasta 2,875 ua y acercarse hasta 1,865 ua. Su excentricidad es 0,213 y la inclinación orbital 3,293 grados. Emplea 1332,91 días en completar una órbita alrededor del Sol.

## Características físicas
La magnitud absoluta de 2000 RR76 es 16,3. 